# Huynhia
- Commons
- Wikispecies

Huynhia é um gênero de plantas pertencente à família Boraginaceae.

## Espécies
Estão descritas duas espécies:
- Huynhia pulchra (Willd. ex Roem. & Schult.) Greuter & Burdet
- Huynhia purpurea (Erik & Sümbül) L. Cecchi & Selvi